# Roeboides
Genre
Roeboides  est un genre de poissons téléostéens de la famille des Characidae et de l'ordre des Characiformes.

## Liste d'espèces
Selon FishBase (13 juin 2015):
- Roeboides affinis (Günther, 1868)
- Roeboides araguaito Lucena, 2003
- Roeboides biserialis (Garman, 1890)
- Roeboides bouchellei Fowler, 1923
- Roeboides bussingi Matamoros, Chakrabarty, Angulo, Garita-Alvarado & McMahan, 2013[2]
- Roeboides carti Lucena, 2000
- Roeboides dayi (Steindachner, 1878)
- Roeboides descalvadensis Fowler, 1932
- Roeboides dientonito Schultz, 1944
- Roeboides dispar Lucena, 2001
- Roeboides guatemalensis (Günther, 1864)
- Roeboides ilseae Bussing, 1986
- Roeboides loftini Lucena, 2011[3]
- Roeboides margareteae Lucena, 2003
- Roeboides microlepis (Reinhardt, 1851)
- Roeboides myersii Gill, 1870
- Roeboides numerosus Lucena, 2000
- Roeboides occidentalis Meek & Hildebrand, 1916
- Roeboides oligistos Lucena, 2000
- Roeboides prognathus (Boulenger, 1895)
- Roeboides sazimai Lucena, 2007
- Roeboides xenodon (Reinhardt, 1851)

## Galerie

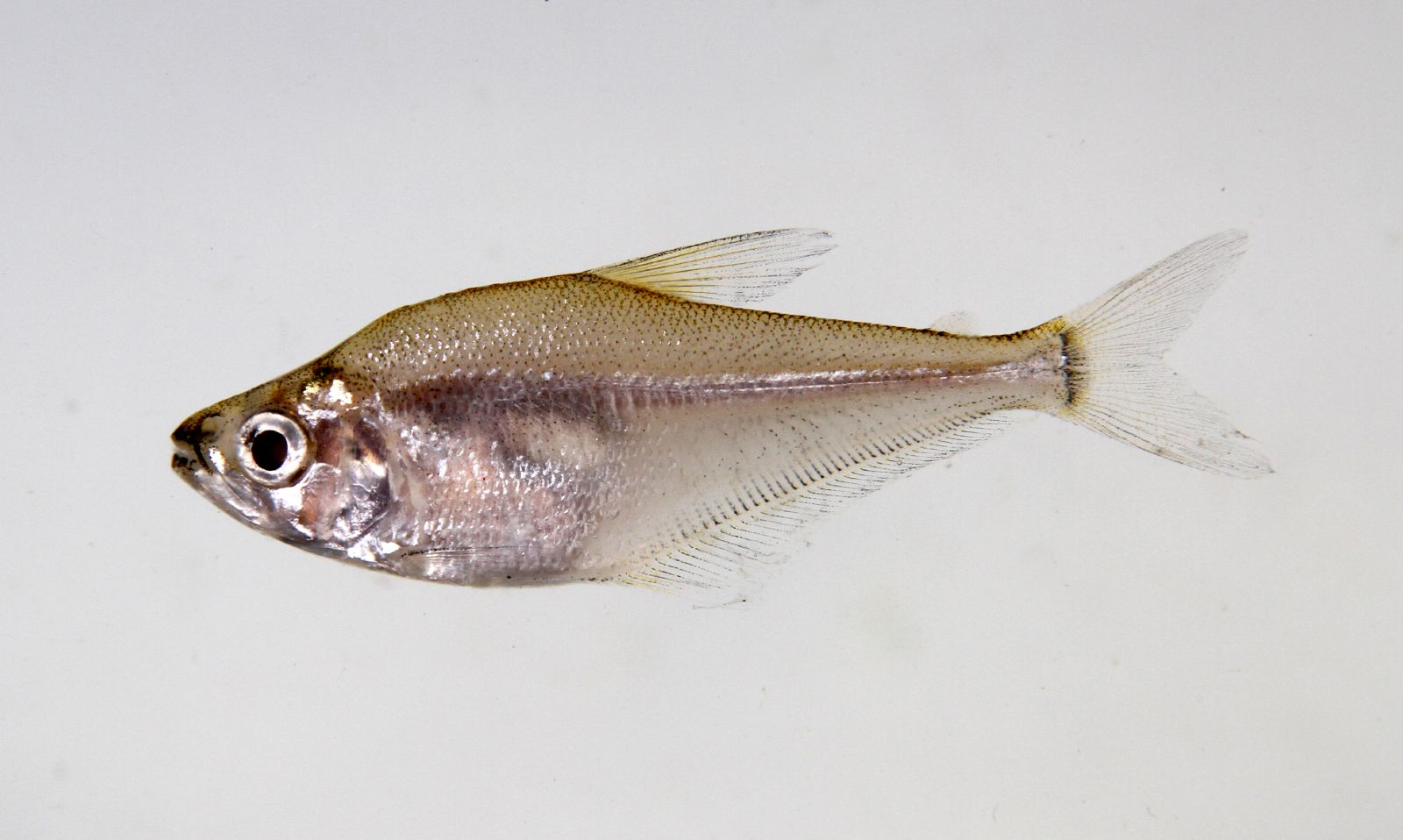
Roeboides sp.